# جنگش چاقوسو
جَنگِش چاقوسو (به قرقیزی: Жеңиш чокусу) به معنای قلهٔ پیروزی که پیشتر پوبدی یا قلهٔ پابدا (به روسی: Пик победы) نامیده می‌شد کوهی به ارتفاع ۷٬۴۳۹ متر واقع در رشته‌کوه تیان‌شان در مرز قرقیزستان با چین است و بلندترین نقطهٔ قرقیزستان و تیان‌شان شناخته می‌شود. این قله در سال ۱۹۴۶ به منظور یادآوری و گرامی‌داشت پیروزی اتحاد جماهیر شوروی و متفقین در جنگ جهانی دوم قلهٔ پیروزی نامگذاری شد.

## مشخصات
جنگش چاقوسو کوهی عظیم و گنبدی‌شکل واقع در کوه‌های قاشقال‌داغ در تیان شان مرکزی است که در جنوب شرقی دریاچه ایسیق‌کول قرار دارد. تا پیش از دههٔ ۱۹۴۰ گمان می‌رفت که کوه خان تنگری بلندترین کوه تیان شان است اما با اندازه‌گیری ارتفاع جنگش چاقوسو در سال ۱۹۴۳ مشخص شد که این کوه بلندترین قله در رشته‌کوه تیان شان و دومین قلهٔ مرتفع در اتحاد جماهیر شوروی است. با فروپاشی شوروی، این کوه امروزه بلندترین نقطه در کشور قرقیزستان است.

## تاریخچه صعود
در سال ۱۹۵۵ تلاشی فاجعه‌بار برای صعود به جنگش چاقوسو صورت گرفت که نتیجه‌اش کشته‌شدن ۱۱ نفر از اعضای گروه صعودکننده بر اثر کولاک شدید بود. اما نخستین صعود موفقیت‌آمیز به جنگش چاقوسو که کوهی به‌شدت یخچالی و غالباً پوشیده از ابر است در سال ۱۹۵۶ و توسط گروهی از کوهنوردان شوروی صورت گرفت. سرپرستی این تیم برعهدهٔ ویتالی آبالاکوف بود.